# Hochschullehrerbund
Die hlb-Bundesvereinigung e. V. (Abkürzung: hlb) ist der Berufsverband der Professorinnen und Professoren an deutschen Hochschulen für angewandte Wissenschaften/Fachhochschulen. Der Sitz des Vereins und seiner Bundesgeschäftsstelle ist Bonn.

## Überblick
Die hlb-Bundesvereinigung ist mit über 8.500 Mitgliedern der Verband der Professorinnen und Professoren der deutschen Hochschulen für angewandte Wissenschaften/Fachhochschulen. Er vertritt die Interessen seiner Mitglieder gegenüber Bundes- und Landesgesetzgebern, Behörden und Gerichten, anderen Verbänden und der Öffentlichkeit. Außerdem bietet der Verband seinen Mitgliedern verschiedene Serviceleistungen an, beispielsweise Beratung zu Rechts- und Vertragsangelegenheiten, Besoldungsfragen, Altersversorgung. Er gewährt ihnen kostenfreien Rechtsschutz und eine Diensthaftpflichtversicherung. Der Verband ist Mitglied der European University Association (EUA) und der European Association of Institutions in Higher Education (EURASHE). Am 4. Mai 2024 hat die Delegiertenversammlung eine Namensänderung beschlossen. Seitdem führt der Verband den Namen hlb-Bundesvereinigung e. V.
Der Hochschullehrerbund gibt die Zeitschrift Die Neue Hochschule (DNH) heraus.
Oberstes Beschlussorgan des hlb ist die jährlich tagende Bundesdelegiertenversammlung, in die die Landesverbände ihre Delegierten entsenden. Das Leitungsorgan der Bundesvereinigung ist das Bundespräsidium. Es besteht aus dem Präsidenten und mindestens drei, maximal fünf Vizepräsidenten, die jeweils eigene Aufgabenschwerpunkte übernehmen.

## Organisationsstruktur

### Präsidium
Derzeitiger Präsident ist Tobias Plessing, Professor für Energietechnik an der Hochschule Hof. Vizepräsidenten sind Judith Hauer, Hochschule für Polizei Baden-Württemberg, Mario Jung, Hochschule Kaiserslautern, Anke Nellesen, Hochschule Bochum, Heike Pospisil, Technische Hochschule Wildau, und Jörn Schlingensiepen, Hochschule Ingolstadt.

### Landesverbände
Der hlb ist in Mitgliedsverbände auf Landesebene gegliedert, die grundsätzlich politisch eigenständig agieren. Die Landesverbände sind Mitglieder in der Bundesvereinigung, die als Dachverband die Interessen der Hochschullehrerinnen und Hochschullehrer auf Bundesebene vertritt.
- Landesverband Baden-Württemberg, Vorsitz: Michael Scharpf (Hochschule der Bundesagentur für Arbeit, Mannheim)
- Landesverband Bayern, Vorsitz: Katina Warendorf (Hochschule München)
- Landesverband Berlin, Vorsitz: Diana Graubaum (Berliner Hochschule für Technik)
- Landesverband Brandenburg, Vorsitz: Ralf Kohlen (Technische Hochschule Wildau)
- Landesverband Bremen, Vorsitz: Philipp Last (Hochschule Bremen)
- Landesverband Hamburg, Vorsitz: Rainer Sawatzki (HAW Hamburg)
- Landesverband Hessen, Vorsitz: Roland Dückershoff (Technische Hochschule Mittelhessen)
- Landesverband Mecklenburg-Vorpommern, Vorsitz: Olaf Ehrhardt (Hochschule Stralsund)
- Landesverband Niedersachsen, Vorsitz: Martin Grotjahn (Hochschule Hannover)
- Landesverband Nordrhein-Westfalen, Vorsitz: Thomas Stelzer-Rothe (FH Südwestfalen)
- Landesverband Rheinland-Pfalz, Vorsitz: Claus-Michael Langenbahn (Hochschule Koblenz)
- Landesverband Saarland, Vorsitz: Rüdiger Tiemann (HTW Saarland)
- Landesverband Sachsen, Vorsitz: Barbara Wedler (Hochschule Mittweida)
- Landesverband Sachsen-Anhalt, Vorsitz: Ulf Schubert (Hochschule Merseburg)
- Landesverband Schleswig-Holstein, Vorsitz: Jörn Volkher Wochnowski ( Technische Hochschule Lübeck)
- Landesverband Thüringen, Vorsitz: Alexander Richter (Ernst-Abbe-Hochschule Jena)

## Geschichte

### Gründung und bundesweite Ausdehnung
Der Hochschullehrerbund ging aus dem Verband der Dozenten an Deutschen Ingenieurschulen (VDDI) hervor, der sich durch die Satzung vom 10. Juni 1960 in Berlin-Charlottenburg gegründet hatte. Mit der Umwandlung aller Höheren Fachschulen, zu denen auch die Ingenieurschulen gehörten, in Fachhochschulen entstand der Wunsch, einen Berufsverband für die Professorinnen und Professoren dieser akademischen Einrichtungen zu schaffen.
Am 27. Mai 1972 beschloss die Delegiertenversammlung des VDDI-Bundesverbands daher eine Satzung, nach der die Landesverbände (LV) in einen neuen Bundesverband mit dem Namen Hochschullehrerbund – Bundesvereinigung e. V. übergeleitet werden. An dieser Überleitung nahmen alle Landesverbände außer Rheinland-Pfalz und Baden-Württemberg teil. In diesen beiden Bundesländern organisierten sich die Dozenten jeweils im zum Deutschen Beamtenbund gehörenden Verband Hochschule und Wissenschaft (VHW).
Gründungspräsident des Hochschullehrerbundes war Günther Ehmann aus Nordrhein-Westfalen, vormals VDDI-Vizepräsident. Gleichzeitig wurde der Sitz des hlb von Berlin nach Bonn verlegt.
Der LV Rheinland-Pfalz gründete sich am 18. April 1972 und der LV Baden-Württemberg am 19. März 1989.

### Organisationsentwicklung
Am 14. Juni 1972 gaben der Deutsche Hochschulverband (DHV), die Berufsvertretung von Professoren an deutschen Universitäten, und der Hochschullehrerbund als Vertretung von Professoren an deutschen Fachhochschulen die Gründung einer Arbeitsgemeinschaft Hochschule (AGH) als parteipolitisch unabhängiger gewerkschaftlicher und berufsständischer Vertretung von Hochschullehrern auf Bundesebene bekannt. Die AGH wurde im Juni 1981 jedoch wieder aufgelöst, nachdem das Erreichen des politischen Zieles, auf Bundesebene als Spitzenverband anerkannt zu werden, als aussichtslos angesehen werden musste. Ein entsprechender Antrag scheiterte sowohl beim Bundesminister des Innern als auch vor Gericht.
1983 wurde als neuer Mitgliedsverband der Hochschullehrerbund FHB aufgenommen, in dem ausschließlich Hochschullehrerinnen und Hochschullehrer der Fachhochschule des Bundes für öffentliche Verwaltung (FHB) organisiert sind. Obwohl außerhalb der hlb-Organisationstypik liegend, ist er den Landesverbänden gleichgestellt. Die FHB dient der Ausbildung von Bundesbeamten des nichttechnischen gehobenen Dienstes. Durch Beschluss seiner Mitgliederversammlung vom 29. Oktober 1994 wurde der hlb-FHB wieder aufgelöst.
1994 wurde das aus den Vorsitzenden der Landesverbände bestehende Präsidium durch die Delegiertenversammlung ersetzt, die einmal jährlich tagt. Das bisherige Geschäftsführende Präsidium wurde durch ein neues Gremium – das Bundespräsidium – ersetzt, welches sich aus dem Präsidenten und zunächst drei, später bis zu fünf Vizepräsidenten zusammensetzt. Mit dieser Satzungsänderung sollten die Meinungsbildung auf Bundesebene auf eine breitere Basis gestellt, demokratische Elemente zwischen der Bundesvereinigung und den Landesverbänden gestärkt sowie die Arbeit des Vorstands durch Ressortzuständigkeiten optimiert werden.

### Liste derhlb-Präsidenten
- Horst G. Minning, Bayern (1973–1979)
- Helmut Groh, Saarland (1979–1987)
- Willi Groß, Hessen (1987–1991)
- Reiner Brehler, Hamburg (1991–1993)
- Werner Kuntze, Niedersachsen (1993–1998)
- Günter Siegel (1942–2019), Berlin (1998–2003)
- Nicolai Müller-Bromley, Niedersachsen (2003–2023)
- Tobias Plessing, Bayern (seit 2023)

### Entwicklung der Geschäftsstelle
1973 beschloss das Präsidium die Einrichtung einer Geschäftsstelle in Bonn. Als Geschäftsführerin wurde Ruth Storsberg verpflichtet, die zum 31. Dezember 1989 in den Ruhestand tritt. Ab dem 1. August 1989 wurde Hubert Mücke die Geschäftsführung hauptamtlich übertragen, der bereits ein Jahr zuvor eine Tätigkeit für den hlb als wissenschaftlicher Mitarbeiter aufgenommen hatte. Er ging Anfang 2021 in Ruhestand. Nachfolger ist seit 1. Januar 2021 Thomas Brunotte, der mit Karla Neschke als stellvertretender Geschäftsführerin die Geschäftsstelle leitet.
2000 erfolgte die Errichtung eines zweiten Büros in Berlin als Anlaufstelle für politische Entscheidungsträger der Bundespolitik sowie als Sitzungsort für hlb-Gremien. Der Sitz befand sich an der Technischen Fachhochschule Berlin, der späteren Beuth Hochschule für Technik und ab 2021 Berliner Hochschule für Technik. Es musste aufgrund des steigenden Raumbedarfs der Hochschule zum 31. Dezember 2012 geschlossen werden.

## Publikation
Organ des Hochschullehrerbunds ist die Zeitschrift Die Neue Hochschule – Zeitschrift für anwendungsbezogene Wissenschaft und Kunst. Sie ist die Nachfolgeschrift des Periodikums Die Deutsche Ingenieurschule, die seit 1959 im Resch-Verlag, Gräfelfing, erschien. Die Titeländerung erfolgt mit Heft 52 im Jahre 1971. Seit 1994 verlegt der hlb die Zeitschrift im Selbstverlag.
Herausgeber der Zeitschrift Die Neue Hochschule:
- Wolfhart Haacke (1972–1982; seit 1968 bereits Hauptschriftleiter der VDDI-Zeitschrift)
- Günther Edler (1990–1995)

Seit 1996 ist die hlb-Bundesvereinigung e. V. Herausgeberin der Zeitschrift Die Neue Hochschule.
Chefredakteurin/Chefredakteur:
- Dorit Loos (1996–2012)
- Christoph Maas (2012–2024)
- Jörg Brake (seit 2025)

## Kooperationen
Am 15. März 2002 schlossen der Hochschullehrerbund und die Fachgewerkschaft Verband Hochschule und Wissenschaft (vhw) im Deutschen Beamtenbund eine Kooperationsvereinbarung.
Am 24. April 2008 schlossen sich Vereinigungen und Verbände von Studierenden und Lehrenden in Berlin zu einer Hochschulallianz zusammen, die von den politischen Entscheidungsträgern die Stärkung von Forschung und Lehre verlangt. Mitglieder der Hochschulallianz: Bundesverband Liberaler Hochschulgruppen (LHG), der Ring Christlich-Demokratischer Studenten (RCDS), Thesis – Interdisziplinäres Netzwerk für Promovierende und Promovierte e.V., die Bundesvertretung Akademischer Mittelbau (BAM), der Verband Hochschule und Wissenschaft (vhw), der Hochschullehrerbund (hlb), der Förderverein Juniorprofessur e.V., der Deutsche Hochschulverband (DHV) und das Deutsche Studentenwerk (DSW).

## Nachweise
1. ↑  Manifest: Schluss mit der chronischen Unterfinanzierung der Hochschulen